# 47 de l'Ossa Major
47 de l'Ossa Major (47 Ursae Majoris, 47 UMa), conegut oficialment com a Chalawan (/ˈtʃɑːləwən/), és un estel nan groc anàleg solar situat a uns 46 anys llum de la Terra, a la constel·lació de l'Ossa Major. A 2010, s'ha confirmat que hi orbiten tres planetes extrasolars semblants a Júpiter; per això es va llistar a l'antiga missió Terrestrial Planet Finder de la NASA com un dels 100 objectius principals.

## Distància i visibilitat
47 de l'Ossa Major es troba força a prop del sistema solar: d'acord amb mesures astromètriques fetes pel satèl·lit Hipparcos, l'estrella té una paral·laxi de 71,11 mil·lèsimes d'arc de segon, que corresponen a una distància de 14,1 parsecs. Té una magnitud aparent de +5,03 i és visible a ull nu en bones condicions.

## Components estel·lars
47 de l'Ossa Major té una massa similar a la del nostre Sol. És lleugerament més rica en metalls que el Sol, amb un 110% de l'abundància solar de ferro. Amb un tipus espectral de G1V, també és lleugerament més calenta que el Sol, amb uns 5.882 K. 47 de l'Ossa Major té una magnitud absoluta de +4,29, la qual cosa implica que té una lluminositat visual al voltant d'un 60% més gran que el Sol.
Com el Sol, 47 de l'Ossa Major es troba a la seqüència principal: converteix hidrogen en heli en el seu nucli per fusió nuclear. Segons la seva activitat cromosfèrica, l'estrella podria tenir 6.000 milions d'anys, tot i que models d'evolució estel·lar suggereixen una edat superior, d'uns 8.700 milions d'anys. Altres estudis han proposat estimacions de 4.400 i 7.000 milions d'anys.

## Sistema planetari
El 1996 Geoffrey Marcy i R. Paul Butler van anunciar que un planeta extrasolar girava al voltant de 47 de l'Ossa Major. El descobriment es va fer observant el canvi en la velocitat radial de l'estrella quan es va percebre la gravetat del planeta al seu voltant. Les mesures es van dur a terme observant l'efecte Doppler de l'espectre de l'estrella. El planeta, designat 47 Ursae Majoris b, va ser el primer planeta extrasolar de període orbital llarg a ser descobert. Contràriament a la major part dels planetes extrasolars coneguts, 47 Ursae Majoris b té una excentricitat orbital baixa. La massa del planeta és com a mínim 2,53 vegades la de Júpiter i tarda 1.078 dies (2,95 anys) en orbitar la seva estrella. Si es trobés en el nostre sistema solar, estaria entre l'òrbita de Mart i Júpiter. És possible que la gran massa del planeta i la relativa proximitat a l'estrella hagi impedit la formació de planetes de tipus terrestre més interiors.

Òrbites dels planetes del sistema 47 de l'Ossa Major. L'òrbita de 47UMa d és actualment bastant incerta; tant aquesta com la de 47 UMa c podrien ser circulars.

El 2001, mesures astromètriques preliminars fetes per la sonda Hipparcos suggereixen que l'òrbita de 47 de l'Ossa Major b està inclinada en un angle de 63,1° respecte al pla del cel. Si es confirmen aquestes mesures significaria que la massa real del planeta és unes 2,9 vegades la de Júpiter. Tanmateix, anàlisis posteriors suggereixen que les mesures d'Hipparcos no són prou precises com per determinar correctament les òrbites dels companys subestel·lars, i la inclinació i la massa real resten desconegudes.
Debra Fischer, Geoffrey Marcy i R. Paul Butler van anunciar un segon planeta, anomenat 47 de l'Ossa Major c, el 2002. El descobriment es va fer utilitzant el mateix mètode de velocitat radial utilitzat per detectar el primer planeta. D'acord amb Fischer et al., el planeta tarda 2.391 dies (6,55 anys) en completar una òrbita. Aquesta configuració és similar a la de Júpiter o Saturn en el nostre sistema solar, amb una proporció orbital (propera a 5:2) i proporció de massa aproximadament similars.
El 2010 es va descobrir un tercer planeta, designat 47 de l'Ossa Major d, utilitzant el periodograma Bayesian Kepler. Utilitzant aquest model en aquest sistema planetari es va descobrir que era 100.000 vegades més probable que tingués tres planetes que no pas dos. El descobriment va ser anunciat per Debra Fischer i P.C. Gregory. Aquest planeta d'1,64 MJ té un període orbital de 14.002 dies (38,33 anys) i un semeix major d'11,6 ua amb una excentricitat moderada de 0,16. Seria el planeta amb el període més llarg descobert utilitzant el mètode de la velocitat radial, tot i que se n'han descobert amb períodes més llarg utilitzant mètodes com imatges directes i mesures de temps de púlsar.
Algunes simulacions suggereixen que la part interna de la zona habitable de 47 de l'Ossa Major podria tenir un planeta terrestre en una òrbita estable, tot i que les regions exteriors de la zona habitable estarien pertorbades per la influència gravitacional del planeta 47 de l'Ossa Major b. Tanmateix, la presència d'un planeta gegant a 2,5 ua de l'estrella hauria pogut pertorbar la formació de planetes al sistema interior, i reduir la quantitat d'aigua enviada als planetes interiors durant l'acreció. Això podria significar que qualsevol planeta terrestre orbitant la zona habitable de 47 de l'Ossa Major seria petit i sec. A 2008, s'han enviat dos missatges METI a 47 de l'Ossa Major. Es van transmetre des del radar més gran d'Euràsia: el radar planetari Ievpatòria, de 70 metres. El primer missatge, el Teen Age Message, va ser enviat el 3 de setembre de 2001, i arribarà a 47 de l'Ossa Major el juliol de 2047. El segon missatge, Cosmic Call 2, va ser enviat el 6 de juliol de 2003, i arribarà el maig del 2049.
| Companya (per ordre des de l'estrella) | Massa                 | Semieix major (ua) | Període orbital (dies) | Excentricitat     | Inclinació | Radi |
| -------------------------------------- | --------------------- | ------------------ | ---------------------- | ----------------- | ---------- | ---- |
| b                                      | >2,53+0,07−0,06 MJ    | 2,10 ± 0,02        | 1078 ± 2               | 0,032 ± 0,014     | —          | —    |
| c                                      | >0,540+0,066−0,073 MJ | 3,6 ± 0,1          | 2391+100−70            | 0,098+0,047−0,096 | —          | —    |
| d                                      | >1,64+0,29−0,48 MJ    | 11,6+2,1−2,9       | 14002+4018−5095        | 0,16+0,09−0,16    | —          | —    |

## A la ficció
- A l'episodi "Fallen Hero" de Star Trek: Enterprise es pot veure 47 de l'Ossa Major a un mapa estel·lar.
- A la sèrie Coyote d'Allen Steele la major part de l'acció té lloc a Coyote, una lluna fictícia de 47 de l'Ossa Major b, que rep el nom de Bear. Bear té uns altres cinc satèl·lits naturals, però Coyote és l'únic habitable.